# أنيا تايلور جوي
أنيا جوزفين تايلور جوي (بالإنجليزية: Anya Taylor-Joy) ممثلة أمريكية من أصول أرجنتينية، بدأت مسيرتها الفنية عام 2014. ولدت يوم 16 أبريل 1996 في ميامي، فلوريدا، الولايات المتحدة، ونشأت في بوينس آيرس و‌لندن.

## الحياة المبكرة
ولدت أنيا تايلور جوي في 16 أبريل 1996 في ميامي بولاية فلوريدا، لوالدها دينيس آلان تايلور، وهو مصرفي سابق، ووالدتها جينيفر مارينا جوي، وهي طبيبة نفسية. والدها أرجنتيني من أصل إنكليزي واسكتلندي، وهو ابن لأب بريطاني وأم إنكليزية أرجنتينية. وُلدت والدتها في زامبيا لأب دبلوماسي إنكليزي، ديفيد جوي، وأم إسبانية من برشلونة. وقد ذكرت أن ولادتها في ميامي كانت "صدفة"، حيث كان والداها يقضيان عطلتهما في المدينة في ذلك الوقت، وبسبب مكان ميلادها، فهي تحمل الجنسية الأمريكية بموجب قانون الجنسية. وهي أصغر ستة أشقاء، أربعة منهم من زواج والدها السابق.

## الأعمال

### أفلام
| السنة | العنوان                 | الدور            |
| ----- | ----------------------- | ---------------- |
| 2014  | أكاديمية مصاصي الدماء   | فتاة فيدر        |
| 2015  | الساحرة                 | جوي              |
| 2016  | باري                    | تشارلوت باغهام   |
| 2016  | انقسام                  | كيسي كوك         |
| 2017  | العظم النخاعي           | ايلي             |
| 2019  | جلاس                    | كيسي كوك         |
| 2020  | أيما                    | أيما             |
| 2020  | المتحولون الجدد         | ماغيك            |
| 2021  | الليلة الماضية في سوهو  | ساندي            |
| 2022  | رجل الشمال              | اولغا            |
| 2022  | قائمة الطعام            | مارغوت           |
| 2022  | أمستردام                | ليبي فوزو        |
| 2023  | سوبر ماريو بروس، الفيلم | الأميرة بيتش     |
| 2024  | كثيب: الجزء الثاني      | عالية آتريديز    |
| 2024  | فيريوسا                 | إيمبرتور فيريوسا |
| 2025  | الأخدود                 | دارسا            |

### مسلسلات
| السنة | العنوان                       | الدور                  | ملاحظة                              | م.     |
| ----- | ----------------------------- | ---------------------- | ----------------------------------- | ------ |
| 2014  | إندافور                       | فيليبا كولينز ديفيدسون | الحلقة: "نوكتون"                    | [ 15 ] |
| 2015  | فاكينغ غيست                   | ماني                   | فيلم تلفزيوني                       | [ 16 ] |
| 2015  | أتلانتس                       | كاساندرا               | دور ثانوي; ظهرت في 5 حلقات          | [ 17 ] |
| 2017  | المصغر                        | بترونيلا "نيلا" براندت | دور رئيسي                           | [ 18 ] |
| 2019  | بيكي بلايندرز                 | جينا غراي              | دور رئيسي                           | [ 19 ] |
| 2019  | البلورة المظلمة: عصر المقاومة | بريا (أداء صوتي)       | دور رئيسي                           | [ 20 ] |
| 2020  | مناورة الملكة                 | بيث هارمون             | دور رئيسي                           | [ 21 ] |
| 2021  | ساترداي نايت لايف             | نفسها (مقدمة)          | حلقة: "آنيا تايلور-جوي/ليل ناز إكس" | [ 22 ] |

## وصلات خارجية
- أنيا تايلور جوي على موقع IMDb (الإنجليزية)
- أنيا تايلور جوي على موقع ميتاكريتيك (الإنجليزية)
- أنيا تايلور جوي على موقع روتن توميتوز (الإنجليزية)
- أنيا تايلور جوي على موقع مونزينجر (الألمانية)
- أنيا تايلور جوي على موقع قاعدة بيانات الأفلام العربية
- أنيا تايلور جوي على موقع ألو سيني (الفرنسية)
- أنيا تايلور جوي على موقع ميوزك برينز (الإنجليزية)
- أنيا تايلور جوي على موقع أول موفي (الإنجليزية)
- أنيا تايلور جوي على موقع قاعدة بيانات الأفلام السويدية (السويدية)
- أنيا تايلور جوي على موقع أول ميوزيك (الإنجليزية)